# Silver Strikers Football Club 2012-2013
Questa voce raccoglie le informazioni riguardanti il Silver Strikers Football Club nelle competizioni ufficiali della stagione 2012-2013.

## Rosa
| N. |                   | Ruolo | Calciatore               |
| -- | ----------------- | ----- | ------------------------ |
|    | Malawi (bandiera) | P     | Alex Makina              |
|    | Malawi (bandiera) | P     | Amadu Ali                |
|    | Malawi (bandiera) | D     | Lucky Malata             |
|    | Malawi (bandiera) | D     | Ndaziona Chilemba        |
|    | Malawi (bandiera) | C     | Chikondi Farook Likwemba |
|    | Malawi (bandiera) | C     | Young Chimodzi Junior    |
|    | Malawi (bandiera) | C     | Frank Banda              |

| N. |                   | Ruolo | Calciatore          |
| -- | ----------------- | ----- | ------------------- |
|    | Malawi (bandiera) | C     | Ndaziona Chatsalira |
|    | Malawi (bandiera) | C     | Clement Mvula       |
|    | Malawi (bandiera) | C     | Blessings Tembo     |
|    | Malawi (bandiera) | C     | Peter Pindani       |
|    | Malawi (bandiera) | A     | Rodrick Gonani      |
|    | Malawi (bandiera) | A     | Harvey Mkacha       |
|    | Malawi (bandiera) | A     | Tony Chitsulo       |
|    | Malawi (bandiera) | A     | Green Harawa        |
|    | Malawi (bandiera) | A     | Asedi Ayami         |
|    | Malawi (bandiera) | D     | Lucky Malata        |
|    | Malawi (bandiera) | D     | Mustapha Salim      |